# Trachypithecus poliocephalus poliocephalus
O langur-de-Cat-Ba (Trachypithecus poliocephalus poliocephalus), também conhecido como langur-de-cabeça-dourada é uma das 2 subespécies de Trachypithecus poliocephalus. Como o nome indica é nativo da ilha Cat Ba, no Vietname.

## Estado de conservação
Esta subespécie foi listada como críticamente ameaçada pois só é encontrada em uma área de 98 km² num parque nacional da ilha Cat Ba. A principal ameaça às populações é acaça ilegal que resultou em um declíneo de cerca de 2500 a 2800 espécimes na década de 1960 para apenas 53 no ano 2000. Em agosto de 2006 existia 64 indivíduos. Esta subespécie está na lista dos 25 primatas mais ameaçados do mundo.